# James Loughran
Pour les articles homonymes, voir Loughran.
James Loughran CBE, né le 30 juin 1931 à Glasgow et mort le 19 juin 2024, est un chef d'orchestre écossais.

## Biographie
Formé au College St Aloysius de Glasgow, Loughran dirige dès l'école et par la suite, alors qu'il est étudiant en économie et en droit. Lorsqu'il a demandé l'avis de l'un des chefs du Scottish National Orchestra, Karl Rankl, sur la manière de développer sa carrière musicale, Rankl lui suggéra d'acquérir de l'expérience en travaillant dans une maison d'opéra allemand. Loughran obtient donc un poste de répétiteur à l'Opéra de Bonn en 1958, où rencontre Peter Maag et ensuite travaillé au même poste à l'opéra des Pays-Bas et à Milan en Italie.
Loughran commence sa carrière de chef d'orchestre avec l'Orchestre symphonique de Bournemouth Symphony, après avoir remporté le concours de direction de l'Orchestre Philharmonia en 1961, dont le jury était composé d'Otto Klemperer, Carlo Maria Giulini, Adrian Boult et les membres de l'orchestre. À Bournemouth, Loughran travaille aux côtés du chef d'orchestre Constantin Silvestri. Il fait ses débuts à Covent Garden, dans l'Aida de Verdi en 1964, ce qui conduit Benjamin Britten à l'inviter à être directeur musical de l'English Opera Group.

## Carrière
Loughran est ensuite chef d'orchestre du BBC Scottish Symphony Orchestra (BBC SSO) de 1965 à 1971. Puis chef principal du Hallé pour la saison 1971-1972, succédant à John Barbirolli et occupe ce poste jusqu'en 1983. Puis chef d'orchestre lauréat du Hallé orchestra de 1983 à 1991. 
D'autres tâches au Royaume-Uni lui ont été confiées, notamment, la direction du premier concert du Scottish Chamber Orchestra en 1974. Il a également dirigé la dernière nuit des Proms à cinq reprises entre 1977 et 1985. Il est en outre le principal chef invité du BBC National Orchestra of Wales de 1987 à 1990.
Hors du Royaume-Uni, Loughran est chef principal de l'Orchestre symphonique de Bamberg de 1979 à 1983 et le premier chef d'orchestre britannique à être nommé directeur d'un grand orchestre allemand. Au Danemark, il a été chef d'orchestre de l'Orchestre Symphonique Aarhus de 1996 à 2003. Il fait ses débuts américains en 1972, en dirigeant l'Orchestre philharmonique de New York. Depuis 1980, est chef invité permanent de l'Orchestre philharmonique du Japon, qui a fait de lui le chef d'orchestre honoraire en 2006. Loughran est également chef d'orchestre invité de beaucoup de grands orchestres dans le monde, dont l'Orchestre Philharmonia, le London Philharmonic, le Royal Philharmonic, l'orchestre philharmonique de Los Angeles, l'orchestre symphonique de Dallas, le Philharmonique de Munich, le RSO Berlin, l'Orchestre symphonique de Vienne, le philharmonique de Stockholm, les orchestres de la radio finlandaise, de Stuttgart et nombre d'autres.
James Loughran a été fait honorable de la Ville de Londres en 1991, en 2010, les honneurs de la nouvelle année, et nommé Commandeur de l'Ordre de l'Empire Britannique (CBE). Il est également président de l'Orchestre des jeunes d'Edimbourg et compagnon de la Royal Scottish Academy of Music and Drama.

## Vie personnelle
Loughran a été marié deux fois. Son premier mariage avec Nancy Coggan en 1961 avec qui il a eu deux fils. Le mariage s'est terminé par un divorce en 1983. Il s'est remarié avec Ludmila Navratil, en 1985

## Enregistrements
Son enregistrement des « Planètes » de Holst avec le Hallé, a remporté un Disque d'or chez EMI et il une admiration générale entour ses enregistrements des cycles de symphonies de Beethoven, Brahms et Elgar. Parmi les autres enregistrements, citons les concertos pour piano de Brahms avec John Lill, ceux de Saint-Saëns (n°2 et 4) avec Idil Biret, le Concerto pour Violon de Brahms avec Maurice Hasson, la Symphonie fantastique de Berlioz et la Symphonie n° 2 de Rachmaninov, ainsi que de notables lectures du Belschatsar's Feast de  Walton et des œuvres de la famille Strauss. Il a également enregistré l'intégrale des symphonies de Beethoven avec l'Orchestre symphonique de Londres, dans le cadre du bicentenaire Beethoven en 1970.
Loughran a également dirigé la Symphonie no 10 d'Havergal Brian lors du premier enregistrement commercial d'une des œuvres de Brian, avec le Leicestershire Schools Symphony Orchestra. L'enregistrement a été publié par le label Unicorn en 1973, couplé avec la Symphonie no 21, dirigée par Eric Pinkett. La session d'enregistrement a également reçu la couverture de la télévision par le biais de l'émission Aquarius, sous le titre « Le Soldat inconnu ».